# Louis Charles Théodore Lemasson
Pour les articles homonymes, voir Lemasson.
Louis Charles Théodore Lemasson est un homme politique français né le 11 janvier 1789 à Versailles et mort le 30 octobre 1858 à Metz.

## Biographie
Fils de Louis Le Masson et élève de l'école Polytechnique, il en sort ingénieur des ponts et chaussées, devenant ingénieur en chef à Metz. Il est député du Bas-Rhin de 1846 à 1848, siégeant dans la majorité soutenant la Monarchie de Juillet.
Marié à Amélie Joséphine Saglio, nièce de Pierre-Michel-Bernardin et Florent Saglio, il est le père du général Charles Le Masson (1820-1883), le beau-père d'Alfred Villeroy (beau-frère d'Eugen von Boch (de) et de Nicolas Adolphe de Galhau) et du général Jules-César Faure.

## Sources
- « Louis Charles Théodore Lemasson », dans Adolphe Robert et Gaston Cougny, Dictionnaire des parlementaires français, Edgar Bourloton, 1889-1891 [détail de l’édition]